# Lucilina sowerbyi
Lucilina sowerbyi är en blötdjursart som först beskrevs av Hugo Frederik Nierstrasz 1905.  Lucilina sowerbyi ingår i släktet Lucilina och familjen Chitonidae. Inga underarter finns listade i Catalogue of Life.